# 張懋
張懋（1441年—1515年），張輔、英国太夫人吴氏之子，張敬妃異母弟，明朝軍事將領。

## 生平
其九歲繼承英國公，明憲宗在西苑閱騎，張懋連發三箭連中，賜金帶。歷掌營府，累加至太師。有“侍妾百余人。”其曾言防邊事宜，諫止發京營兵到圓通寺。弘治年間，御史李興、彭程下獄，其上疏論救。明武宗即位后，皇帝不與謀政，張懋率文武大臣進諫。正德十年（1515年），去世，享年七十五歲。后贈寧陽王，謚恭靖。

## 家族
- 父亲：张辅，英国公。
- 母亲：吴氏，英国公太夫人。
- 叔父：张輗，文安伯。
- 叔父：张軏，太平侯。
- 姑姑：成祖昭懿张贵妃。
- 姑姑：黔国公沐斌夫人张氏。
- 姑姑：清平伯吴英夫人张氏。
- 异母妹：仁宗贞静张敬妃。
- 同母妹：保国公朱永夫人张氏。

夫人王妙榮，顺天固安人，骠骑将军左军都督府都督僉事王福之女，封英国夫人。生于正统癸亥（1443年），卒于弘治壬子（1492年）四月癸亥，享年五十。生嫡子张锐。
侧室杨妙聪、许锦、刘氏、范氏、蔡氏、马氏、高氏、萧氏等。
张懋有子七人：张钦、张鎡、张銘、张锐、张鋼、张鐸、张铉。女三人，长女适永顺伯薛勋，次女适慈懿皇太后姪孫安昌伯钱承宗，次早亡。孙男：张嶽、张嶠、张端（张锐子）、张崇、张岩、张𪨧（张锐子）、张崑、张嵀、张嵿、张嵩。